# 錫達波因特 (堪薩斯州)
錫達波因特（英語：Cedar Point）是一個位於美國堪薩斯州蔡斯縣的城市。

## 地方資料
根據2020年美國人口普查的數據，錫達波因特的面積為0.18平方千米，當中陸地面積為0.18平方千米，而水域面積為0.00平方千米。當地共有人口22人，而人口密度為每平方千米122.22人。